# Regno di Ayutthaya
Il Regno di Ayutthaya (in thailandese อาณาจักรอยุธยา, Anachak Ayutthaya; [ʔā.jút.tʰā.jāː] ) fu uno Stato del Siam, l'odierna Thailandia, esistito tra il 1351 e il 1767. Prese il nome dalla sua capitale, Ayutthaya.
Il regno ebbe buoni rapporti commerciali con mercanti stranieri, tra i quali cinesi, vietnamiti, indiani, giapponesi e persiani, e più tardi portoghesi, spagnoli, olandesi e francesi, permettendo loro di stanziarsi al di fuori delle mura della capitale in piccole colonie. Nel XVI secolo, Ayutthaya fu descritta dai visitatori stranieri come una delle più grandi e ricche città dell'oriente. La corte del re Narai (1656-1688) instaurò ottimi rapporti con quella del re Luigi XIV di Francia, i cui ambasciatori compararono la grandezza e ricchezza della capitale siamese a Parigi.
Prima che cadesse nell'attacco birmano del 1767, i suoi stati vassalli includevano buona parte dello Shan, il Regno Lanna, Lan Xang (Laos), la Cambogia, la parte est e sud-est della Birmania e alcune città-stato nella penisola malese, dove si spinse fino all'estremo sud, conquistando Malacca.

## Storia
Gli storici che si sono occupati del Regno di Ayutthaya hanno dovuto basarsi su fonti non sempre affidabili. Il problema principale è la distruzione dei registri e degli annali di Ayutthaya operata dai birmani quando hanno raso al suolo la capitale nel 1767. Le pubblicazioni siamesi relative al regno successive a questa data sono tentativi di ricostruire gli antichi testi, ma ognuna di tali pubblicazioni spesso presenta notizie e soprattutto date diverse su uno stesso evento. Tale tendenza si accentua con le notizie relative ad Ayutthaya presenti negli annali dei vicini regni birmani, lanna, laotiani ecc. Talvolta le date differiscono anche di 20 anni. Uno dei testi più utilizzati è la versione di Luang Prasoet delle antiche cronache del regno, rinvenuta nel 1907, che risale al tempo di re Narai e le cui date sono compatibili con quelle che si trovano nelle antiche cronache birmane.

### Premesse
Il regno fu fondato dal principe Uthong, nato nella città di Chiang Saen, che era un principato del Regno Lanna. Secondo alcune fonti, era figlio del principe locale ed era imparentato ai sovrani Lanna, la cui capitale era Chiang Rai.
Il principe si trasferì nel regno di U Thong, una città-stato situata nell'odierna zona di Suphanburi, dove nel 1331 sposò la figlia del sovrano locale e fu allora che prese il titolo di principe Uthong. Tale città-stato, che viene identificata con la capitale del Regno di Suphannaphum, aveva in quegli anni notevolmente espanso il suo territorio verso sud ai danni del declinante Regno di Sukhothai. Il suocero del principe aveva conquistato buona parte della penisola malese, annettendosi nel 1325 le zone di Nakhon Si Thammarat, Ratchaburi, Phetchaburi, Tenasserim e Tavoy.

### Fondazione
Succedette al suocero e divenne re di Uthong nel 1347. Dopo che probabilmente un'epidemia di vaiolo aveva colpito la città, Ramathibodi spostò provvisoriamente la capitale a Wiang Lek, un insediamento di mercanti cinesi qualche chilometro a sud dell'odierna Ayutthaya, che a quel tempo ancora non esisteva. Diede ordine di costruire una nuova capitale alla confluenza tra i fiumi Chao Phraya, Pa Sak e Lopburi. La particolare forma di tale confluenza aveva dato luogo ad un territorio difficilmente attaccabile dal punto di vista militare.
La nuova capitale fu pronta nel 1350 e fu chiamata Ayutthaya, il cui nome deriva dal preesistente vicino insediamento induista khmer di Ayodhya, che a sua volta prese il nome dell'antica città santa dell'India dove secondo la leggenda nacque Rāma, divinità cruciale nella tradizione induista e buddhista. Secondo le antiche cronache di Ayutthaya, la fondazione della città corrisponde all'inizio del regno. Consapevole della forza di Ayutthaya e della difficoltà di attraversare l'anello d'acqua che la circondava, Ramathibodi non si curò delle difese ed il muro perimetrale della città fu eretto utilizzando solo fango disseccato. Le costruzioni cittadine, incluso il palazzo reale, furono costruite in legno.
Il re di Uthong si fece incoronare sovrano del nuovo Regno di Ayutthaya il 4 marzo 1351, con il nome regale Ramathibodi I, in onore della divinità Rama. Sotto il suo controllo vi erano il Regno di Uthong, che lasciò al cognato Khun Luang Pa Ngua con il titolo di Borommaracha Chao, e quello di Lavo, sottratto alla sfera d'influenza khmer, alla cui guida pose il figlio Ramesuan.

### Regnanti di Ayutthaya

#### Prima Dinastia Uthong
- Ramathibodi I o Uthong (1350-1369), fondatore di Ayutthaya e grande condottiero. Sotto il suo regno fu sottomesso per alcuni anni l'Impero Khmer, che da secoli dominava l'Indocina, quando le sue armate espugnarono Angkor nel 1353.[4] In seguito i khmer cacciarono dalla capitale i siamesi, che mantennero però buona parte dei territori conquistati nell'odierno Isan. Negli anni successivi Ayutthaya indebolì ulteriormente Sukhothai e si espanse nella penisola malese fino a Malacca.[4][10]

Ramathibodi divenne famoso anche per l'insieme delle leggi che emanò, basate sul codice in vigore nel defunto Regno di Nanzhao (737 d.C.-902), considerato una delle culle della civiltà tai. Si distinse anche nel campo religioso e fece del Buddhismo Theravada la religione di Stato nel 1360, ne promosse la diffusione invitando monaci della sangha dell'odierno Sri Lanka, che era quel tempo il Paese più importante di tale fede.
- Ramesuan (1369-1370), figlio di Ramathibodi I, fu deposto dallo zio Borommaracha I dopo un anno di regno

#### Prima Dinastia Suphannaphum
- Borommaracha I o Pa-ngua (1370-1388), fu usurpatore e grande condottiero, nel periodo in cui fu re il Regno di Sukhothai divenne Stato vassallo di Ayutthaya
- Thong Lan (1388), salì al trono a 17 anni, fu deposto e giustiziato da Ramesuan dopo sette giorni di regno

#### Seconda Dinastia Uthong
- Ramesuan (1388-1395), già re tra il 1369 ed il 1370. Verso la fine del regno respinse un'invasione dell'Impero Khmer e passò al contrattacco, espugnando la capitale Angkor Thom rendendo nuovamente i sovrani khmer vassalli di Ayutthaya
- Ramaracha (1395-1409), figlio di Ramesuan, perse il vassallaggio del Regno di Sukhothai e dell'Impero Khmer

#### Seconda Dinastia Suphannaphum
- Intharatcha (1409-1424), detronizzò Ramaracha, ponendo fine alla Dinastia Uthong e al conflitto che turbava la corte di Ayutthaya dalla morte di Ramathibodi I. Riprese il vassallaggio di Sukhothai
- Borommaracha II o Samphraya (1424-1448). Pose fine all'Impero Khmer, ma non riuscì a mantenerne il controllo; i khmer si riorganizzarono nella nuova capitale Basan. Unificò i regni di Ayutthaya e di Sukhothai
- Boromma Trailokanat (1448-1488), grande innovatore, riorganizzò lo Stato introducendo importanti riforme istituzionali e leggi che sarebbero rimaste in vigore per diversi secoli. Fervente religioso, favorì la diffusione del Buddhismo Theravada. Le cinque guerre contro Lanna combattute durante il suo regno non cambiarono i confini dei due Stati. Spostò la capitale a Phitsanulok nel 1463
- Borommaracha III (Intharacha II) (1488-1491), riportò la capitale ad Ayutthaya quando salì al trono
- Ramathibodi II (1491-1529), durante il suo regno vi furono i primi contatti con gli europei. Istituì le corvée per i civili dispensati dal servizio militare. Inflisse la prima grande sconfitta al Regno Lanna ad oltre 100 anni di distanza dalla prima guerra tra i due Stati.
- Borommaracha IV (1529-1533), il suo regno fu all'insegna della pace. Morì di vaiolo dopo quattro anni
- Ratsada (1533), salì al trono all'età di cinque anni affiancato da un reggente, fu deposto ed assassinato dopo cinque mesi dallo zio Chairacha
- Chairacha 1534-1546, usurpatore del trono di Ratsada, assoldò guardie del corpo portoghesi incaricate di addestrare l'esercito siamese all'uso delle armi da fuoco. Durante il suo regno vi fu la prima battaglia contro l'esercito birmano
- Yot Fa (1546-1548), salì al trono all'età di 11 anni affiancato dalla reggente Sri Sudachan, ex consorte di Chairacha, e fu assassinato nel 1548 dalla stessa Sudachan e dall'amante di questa, Worawongsa
- Worawongsa (1548), usurpatore del trono di re Yot Fa, non appartenente alla Dinastia di Suphannaphum. Fu assassinato dopo poche settimane di regno
- Maha Chakkraphat (1548-1564 e 1568), nel suo regno vi furono 3 invasioni dei birmani della Dinastia di Taungù. La prima si concluse con la ritirata birmana nel 1549, quando la regina Sri Suriyothai fu uccisa mentre cercava di proteggerlo. Nella seconda, nel 1564, riconobbe la superiorità dei birmani, ne divenne vassallo e abdicò in favore del figlio Mahinthra Thirat. Riprese il trono temporaneamente nel 1568 e morì nel gennaio successivo durante la terza invasione birmana
- Mahinthra Thirat 1564-1568 e 1568-1569, Riprese il trono nel 1569 dopo la morte del padre, Maha Chakkraphat, durante la terza invasione birmana. Ayutthaya fu espugnata per la prima volta nella sua storia, la famiglia reale fu deportata in Birmania e il re morì durante il trasferimento. Al suo posto salì al trono Maha Thammarachathirat, vassallo dei birmani[11] e fondatore della Dinastia di Sukhothai.

#### Dinastia Sukhothai
- Maha Thammaracha, o Maha Thammaracha Thirat o Sanphet I (1569-1590), sotto il suo regno, Ayutthaya ottenne l'indipendenza dalla Birmania nel 1584
- Naresuan il Grande o Sanphet II (1590-1605), fu il generale che sconfisse i birmani durante il regno del padre, Maha Thammarachathirat. Sotto il regno di Naresuan, Ayutthaya raggiunse grande splendore. Furono resi vassalli i regni di Cambogia e di Lanna, tre principati shan e le municipalità sudorientali della Birmania.
- Ekathotsarot o Sanphet III (1605-1620), regnò in un periodo di pace e riassestò le finanze statali. Impose un nuovo sistema di tassazione e diede il via agli scambi commerciali con olandesi e giapponesi.
- Si Saowaphak o Sanphet IV (1620-1621), bollato di incompetenza, fu deposto e giustiziato dopo circa un anno di regno
- Songtham o Intharacha (1621-1628), il suo regno coincise con un periodo di splendore di Ayutthaya, in cui furono instaurati ottimi rapporti commerciali con olandesi, giapponesi e inglesi
- Chetthathirat (1628-1630), salì al trono all'età di 15 anni e fu deposto e giustiziato dopo meno di due anni
- Athittayawong (1630), salì al trono all'età di 10 anni e fu deposto e giustiziato dopo circa un mese

#### Dinastia Prasat Thong
- Prasat Thong o Sanpet V (1630-1656), usurpò il trono fondando la dinastia che porta il suo nome. Aprì ulteriormente il mercato siamese agli scambi con l'estero, in particolare con gli olandesi.
- Chai o Sanpet VI (1656), fu deposto e giustiziato dopo pochi giorni di regno
- Si Suthammaracha o Sanpet VII (1656), fu deposto e giustiziato dopo pochi mesi di regno
- Narai il Grande (1656-1688), nel periodo in cui regnò, Ayutthaya raggiunse grande splendore. Intensificò gli scambi commerciali, soprattutto con i francesi, che divennero anche consiglieri militari.

#### Dinastia Ban Phlu Luang
- Phetracha 1688-1703, quando Narai cadde malato, Phetracha uccise la famiglia ed i consiglieri del re, e divenne a sua volta re dopo la morte di Narai, usurpandone il trono
- Phrachao Suea (re Tigre) o Sanphet VIII (1703-1709)
- Thai Sa o Phumintharacha o Sanphet IX (1709-1733)
- Boromakot o Borommaracha Thirat III (1733-1758), salì al trono dopo una sanguinosa guerra civile
- Uthumphon (Borommaracha Thirat IV) 29 maggio 1758-1º giugno 1758 e 1760-1762, fu costretto ad abdicare dall'insano fratello Ekkathat dopo pochi giorni di regno, e richiamato nel 1760 per sostituire Ekkathat, incapace di gestire l'invasione birmana. Lasciò nuovamente il trono al fratello dopo due anni
- Ekathat, detto anche Suriyamarin o Borommaracha Thirat V (1º giugno 1758-1760 e 1762-1767), ambizioso e malato, portò Ayutthaya alla rovina, soccombendo all'assedio della capitale che fu rasa al suolo il 7 aprile 1767 dalle armate birmane della dinastia Konbaung. Ebbe così fine il Regno di Ayutthaya, 417 anni dopo la sua fondazione.

## Regno di Thonburi
Dopo la distruzione del regno, il paese si divise in 6 zone controllate da signori della guerra. Quello che rimase della vecchia capitale fu liberato il 7 novembre del 1767 dal generale Taksin, che si era rifugiato nell'est del Siam prima della capitolazione di Ayutthaya. I birmani furono sconfitti e cacciati dal Siam, e Taksin fu incoronato re del nuovo Regno di Thonburi. Nel giro di pochi anni riunificò il paese e ne espanse i confini conquistando il Regno Lanna a nord, i tre regni laotiani a est e a nord-est e quello di Cambogia a sud-est.